# پون نوف

نمایی از پل با چشم‌اندازی از برج ایفل و بنیاد فرانسه در پس زمینه

پونت نئوف (انگلیسی: Pont Neuf)، (به فرانسوی: pɔ nœf به معنای "پل جدید")، قدیمی‌ترین پل ایستاده در سراسر رودخانه سن در پاریس، فرانسه است.